# سیارک ۲۴۰۲۴
سیارک ۲۴۰۲۴ (به انگلیسی: 24024 Lynnejohnson، نامگذاری:1999RY159) بیست و چهار هزار و بیست و چهارمین سیارک کشف شده‌است که در ۹ سپتامبر ۱۹۹۹ کشف شد.
قدر مطلق سیارک برابر ۱۴.۸ است.